# Ludwig Funk
Ludwig Funk (Selnröder Ludwig genannt; * um 1785 in Sellnrod; † März 1813 in Gießen) war ein deutscher Räuber. Er gehörte zu den „Wetterauer Gaunern“.

## Herkunft
„Der Vater […] Conrad Funk besitzt, oder besaß wenigstens ehedem in Selnrod ein eigenes Häuschen und etwas Feldguth und nährt sich dabei von Obst= und Fruchthandel.“ Ludwig wurde erst mit 15 Jahren konfirmiert, „weil er früher nicht die nöthige Kenntniß besaß“, und ging dann bei seinem Onkel Peter Funk in die Maurerlehre. Mit 17 Jahren verließ er das Elternhaus und schlug sich erst als Bettler und dann als Räuber durch. Nach der ersten und zweiten Zuchthausstrafe kehrte er immer wieder zurück in seinen Heimatort. Am 9. Oktober 1810 wurde er entlassen und am 6. November 1810 bei seinem gleichnamigen Vetter Ludwig Funk verhaftet, denn inzwischen hatte eine groß angelegte Untersuchung neue Verbrechen der Wetterauer Bande offenbart, die auch durch Zeugenaussagen belegt wurden.

## Räuberleben

### Aussehen
Grolmann gibt folgendes „Signalement“ (Beschreibung) von ihm:

„Alter 27–28 Jahre, Größe 5 Fuß, 2 Zoll, 2 Strich: Statur gewöhnlich, doch stark von Körperbau; Gesichtsform länglich=breit; Haare braun. Augenbraunen bräunlich=blond. Stirne gleich von den Augenbraunen etwas zulaufend. Augen klein, graulich, länglich, etwas tiefliegend. Nase mehr klein als groß, vornen spitz mit einem kleinen Höcker. Mund klein und dick; die Lippen, besonders die obere, stark aufgeworfen. Kinn rundlich und breit. Bart bräunlich=blond, Gesichtsfarbe ohne Roth, im übrigen aber frisch. Besondere Zeichen: Etwas starke Backen= und Kieferknochen – auf beiden Seiten Ohrlöcher – ein zur Gewohnheit gewordenes Aufstehen des Mundes.“

### Räuberliebe
Zu seinen Geliebten gehörte Angelica Krämer „aus ächtem Räuber=Geschlecht.“ Sie war vorher u. a. die Geliebte des Räubers Jonas Hoos von Reptich, Werra-Departement, Königreich Westphalen. „Sie hing sich an Ludwig Funk. […] Diese verständige Dirne war ehedem die Zuhalterin des berüchtigten Raubers Hunds-Velten (Valentin Bröschler), welcher im Jahr 1807 von seinen Kameraden, im Zwist über die Theilung eines Raubes, auf dem Wannhof, Amt Ulrichstein, ermordet worden.“ Mit Hoos wurde sie 1811 in das Stockhaus in Gießen eingeliefert. Im Mai 1814 wurde sie zu vier Jahren Zuchthaus verurteilt.
Eine weitere „Beischläferin“ Funks war Anna Dorothea Strack, geb. etwa 1772, genannt „Lumpen-Dort.“ Sie war auch die Geliebte der Räuber Johann Heinrich Oberländer und Conrad Kreis und galt als dem „Trunke sehr ergeben“. 1806 wurde sie in Gießen des Landes verwiesen, 1810 bis 1812 mehrmals zu monatelangen Zuchthausstrafen verurteilt. Ihre Brüder Jakob und Johann Strack waren ebenfalls Kriminelle, ihre Schwestern Christine, Elisabeth und Margrethe auch Räuberlieben.

### Verhaftungen
Schon 1805 wurde er im Frühjahr im Vogelsberg mit Peter Görzel, dem „Heidenpeter,“ u. a. mit einem Gewehr aufgegriffen und im Mai nach Gießen ins Stockhaus gebracht. Am 6. Dezember erhielt er eine zweijährige Zuchthausstrafe „mit zwanzig Prügeln bei der Aufnahme und ebensoviele bei der Entlassung“ am 5. Dezember 1807.
Im folgenden Winter kehrte er zurück nach Sellnrod, trieb sich aber im Frühjahr 1808 im Mardorfer Grund herum. 1809 trat er in Kontakt mit der Wetterauer Bande und verübte mit dieser eine große Zahl an Verbrechen, u. a. war er mit zehn weiteren Mitgliedern der Bande am Raubüberfall bei Rechtenbach (Hüttenberg) im Sommer 1809 beteiligt.
Erneut wurde er im September 1809 mit einem Kumpanen festgenommen, leugnete bei den Verhören alles und erhielt „wegen wiederholt geführten Vagabundenlebens eine halbjährige Zuchthausstrafe mit 25 Prügel zu Anfang und Ende.“
Nach seiner Entlassung lebte er knapp einen Monat in Sellnrod, bis er wieder und letztlich verhaftet wurde. Wieder leugnete er hartnäckig, bis er erkannte, dass alle anderen Räuber längst gestanden hatten.

### Straftaten
Im Mai 1805 raubten er und seine Kupane Peter Görzel, vulgo Heiden=Peter, Kaspar Huthmann, Johannes Lehn II. und Johannes Köddinger die Schäferhütte des Kaspar Gemmer beim Petershainer Hof aus. Die Räuber besaßen bei ihrer Festnahme in Engelrod in einem Hirtenhäuschen zwei Pistolen, ein Terzerol, Pulver und Blei, außerdem ein Gußhorn mit dem Buchstaben G, welches sie dem Schäfer Gemmer entwendet hatten. Es wurden auch Gegenstände gefunden, welche die fünf Räuber bei einem Einbruch in Sellnrod kurz zuvor geklaut hatten. Während Funk nach Gießen ins Zuchthaus gebracht wurde, verwies man die übrigen nach sechs Wochen Haft des Riedeselschen Landes.
Neben durchgeführtem oder beabsichtigtem Straßenraub in fünf Fällen wurde er in 17 weiteren Fällen des Einbruchs und Diebstahls überführt.
Dazu gehörte:
- der versuchte Diebstahl eines Braukessels zu Ober-Widdersheim im Jahre 1809. Ludwig Funk und seine Kumpane Hessen-Heinrich, Peter Görzel vulgo Heiden-Peter, Conrad Anschuh aus Rodheim, Schoden-Heinrich und Johann Justus Dietz vulgo Lumpen Jost aus Aßlar wollten einen Braukessel rauben, scheiterten aber an einem wachsamen Hund und an der Dicke der Mauer, welche sie durchbrechen mussten.
- Der Einbruch in Dorf-Güll um den Johannistag 1809 mit Conrad Anschuh, dem Lumpen Jost und Heiden-Peter, bei dem die Räuber einen Waschkessel erbeuteten und Wäsche.
- dem Einbruch in Lehnheim im Juli 1809. Dort vergifteten sie den Hofhund, brachen ein Gefach aus der Hauswand und stahlen einen kupfernen Kessel nebst Wäsche und Fleisch aus der Küche. Das Diebesgut verkauften sie in Rüddingshausen.[6]
- Am spektakulärsten war der große Straßenraub bei Kleinrechtenbach im Juni 1809, bei dem die Opfer von den beteiligten elf Räubern schwerstens misshandelt wurden. Der Wert der Beute betrug 2.500 Gulden. Geteilt wurde in einer Diebsherberge bei Münzenberg.[7]
- Im Herbst 1809 wollten Funk und seine Kumpane Conrad Anschuh, Heiden-Peter, Bruchschneiders Hannes, Zinngießers Hannes und „Heiden Andreas (Zigeuner Andreas Sendomor)“ einen Straßenraub bei Neustadt ausüben, was aber misslang. Der Plan hierzu stammte vom „schwarzen Jung.“[8]
- Kurz vor seiner endgültigen Inhaftnahme verübte er 1810 mit Hessen-Martin und Schoden-Heinrich einen Überfall auf einen Juden in der Nähe von Hainchen.[9]

### Prozess und Hinrichtung
Am 4. Juni 1812 kamen seine Akten in vier Bänden an das Hofgericht zur weiteren Entscheidung.
„Den 24. März 1813 wurden Ludwig Funk und seine Kumpane Johann Adam Frank, Johann Georg Gottschalk, Conrad Anschuh, Johann Justus Dietz, der Heidenpeter und Johannes Borgener  zum Tode durch das Schwert verurteilt und in Gießen hingerichtet.“